# Burg Cournanel
Die Burg Cournanel (französisch Château de Cournanel, auch: Château des évêques d'Alet, deutsch: Burg der Bischöfe von Alet) ist die Ruine einer mittelalterlichen Höhenburganlage in Cournanel im Département Aude. Die Ruine erhebt sich auf einem Felssporn, um den unmittelbar herum sich die heutige Ortschaft entwickelt hat. Die Klassifizierung als Monument historique erfolgte im Jahr 1948.

## Geschichte
Cournanel wurde zum ersten Mal im Jahr 889 erwähnt, eine Burg (castrum) 1119. Die heute erhaltenen umfangreichen Ruinen werden durch die französische Denkmälerverwaltung nicht dem 12., sondern dem 14. Jahrhundert zugerechnet. Aus dem 12. Jahrhundert stammt jedoch die westlich unterhalb der Burg befindliche romanische Kirche St-Etienne, die wohl ursprünglich als Burgkapelle gedient hat. Cournanel befand sich im Besitz der Benediktinerabtei Alet. Die Äbte der Abtei waren seit 1318 Bischöfe des neu errichteten Bistums Alet. Die erhaltene Burganlage wurde vermutlich erst nach der Erhebung der Äbte zu Bischöfen von Alet für deren Bedürfnisse an Stelle einer älteren Anlage errichtet. Die Burg entstand als ein Polygon von acht Seiten. Auf vier der Seiten erheben sich noch heute quadratische Türme. Das Innere der Anlage ist fast vollständig zerstört. Vom bischöflichen Herrenhaus, das in das 16. Jahrhundert datiert wird, ist eine Wand erhalten, die an das Westtor grenzt.